# Kanton Le Moyen Grésivaudan
Der Kanton Le Moyen Grésivaudan ist seit 2015 ein französischer Wahlkreis im Arrondissement Grenoble im Département Isère der Region Auvergne-Rhône-Alpes. Hauptort ist Crolles. 

## Gemeinden
Der Kanton besteht aus 15 Gemeinden mit insgesamt 45.468 Einwohnern (Stand: 2022) auf einer Gesamtfläche von 226,57 km²:
| Gemeinde                    | Einwohner 1. Januar 2022 | Fläche km² | Dichte Einw./km² | Code INSEE | Postleitzahl |
| --------------------------- | ------------------------ | ---------- | ---------------- | ---------- | ------------ |
| Bernin                      | 3.230                    | 7,67       | 421              | 38039      | 38190        |
| Crolles                     | 8.463                    | 14,21      | 596              | 38140      | 38920        |
| La Combe-de-Lancey          | 730                      | 18,55      | 39               | 38120      | 38190        |
| La Terrasse                 | 2.463                    | 9,47       | 260              | 38503      | 38660        |
| Laval-en-Belledonne         | 1.009                    | 25,33      | 40               | 38206      | 38190        |
| Le Versoud                  | 4.940                    | 6,35       | 778              | 38538      | 38420        |
| Lumbin                      | 2.157                    | 6,77       | 319              | 38214      | 38660        |
| Plateau-des-Petites-Roches  | 2.432                    | 36,91      | 66               | 38395      | 38660        |
| Revel                       | 1.323                    | 29,55      | 45               | 38334      | 38420        |
| Saint-Ismier                | 7.087                    | 14,90      | 476              | 38397      | 38330        |
| Saint-Jean-le-Vieux         | 276                      | 4,59       | 60               | 38404      | 38420        |
| Saint-Mury-Monteymond       | 335                      | 11,09      | 30               | 38430      | 38190        |
| Saint-Nazaire-les-Eymes     | 3.013                    | 8,49       | 355              | 38431      | 38330        |
| Sainte-Agnès                | 565                      | 26,85      | 21               | 38350      | 38190        |
| Villard-Bonnot              | 7.445                    | 5,84       | 1.275            | 38547      | 38190        |
| Kanton Le Moyen Grésivaudan | 45.468                   | 226,57     | 201              | 3818       | –            |

## Veränderungen im Gemeindebestand seit der landesweiten Neuordnung der Kantone
2019: Fusion Saint-Bernard, Saint-Hilaire und Saint-Pancrasse → Plateau-des-Petites-Roches